# Marcellus H. Evans
Marcellus Hugh Evans (ur. 22 września 1884 w Brooklynie, zm. 21 listopada 1953 w Brooklynie) – amerykański polityk, członek Partii Demokratycznej.

## Działalność polityczna
Od 1922 do 1926 zasiadał w New York State Assembly, a od 1927 do 1934 w New York State Senate. W okresie od 3 stycznia 1935 do 3 stycznia 1941 przez trzy kadencje był przedstawicielem 5. okręgu wyborczego w stanie Nowy Jork w Izbie Reprezentantów Stanów Zjednoczonych.